# Perissodàctils
Els perissodàctils (Perissodactyla) són un ordre pertanyent als mamífers placentaris.
Són un ordre de mamífers ungulats que es caracteritza per la possessió d'extremitats amb un nombre de dits imparell acabats en peülles, en què el del mig està més desenvolupat que els altres i els serveix de suport. Són herbívors i generalment pacífics.

## Anatomia
Els ungulats més grossos són els rinoceronts, i l'extint paracerateri, un rinoceront sense banyes de l'oligocè considerat un dels mamífers terrestres més grans de tots els temps. A l'extrem oposat, un dels primers membres de l'ordre, el cavall prehistòric Eohip, tenia una alçada de creu de només 30 a 60 cm. A part de les varietats nanes del cavall domèstic i l'ase, els perissodàctils vius assoleixen una longitud corporal de 180 a 420 cm i un pes de 150 a 4.500 kg. Mentre que els rinoceronts només tenen el pèl escàs i presenten una epidermis gruixuda, els tapirs i els cavalls tenen pelatge dens i curt. La majoria de les espècies són grises o marrons, encara que les zebres i els tapirs joves tenen ratlles.

### Extremitats

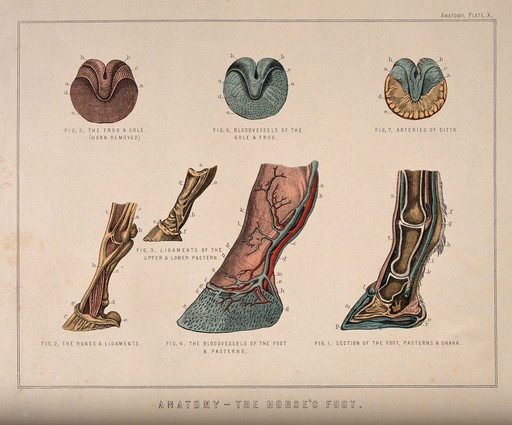
Set figures que mostren els ossos, els vasos sanguinis, els lligaments i les artèries de la peülla i el travador.

Els eixos principals dels peus frontals i posteriors passen pel tercer dit del peu, que sempre és el més gran. Els altres dits del peu han estat reduïts de mida a diferents graus. Els tapirs, que s’adapten a caminar per terra suau, tenen quatre dits als peus anteriors i tres als posteriors. Els rinoceronts vius tenen tres dits dels peus tant als peus frontals com als posteriors. Els equins moderns només tenen un sol dit; tot i això, els seus peus estan equipats amb peülles, que gairebé cobreixen el dit del peu. Els rinoceronts i els tapirs, per contra, tenen peülles que només cobreixen la vora principal dels dits dels peus, amb la part inferior suau.
Els ungulats tenen posicions que requereixen que es posin a les puntes dels dits dels peus. Ungulats equins amb un sol dit han disminuït la mobilitat en les seves extremitats, cosa que permet una velocitat i una agilitat més ràpides. Les diferències en l'estructura de les extremitats i la fisiologia entre ungulats i altres mamífers es poden veure en la forma de l'húmer. Per exemple, sovint el ossos més curts i gruixots pertanyen als ungulats més grans i pesants com els rinoceronts.
L'ulna i la fibula es redueixen en els cavalls. Un caràcter comú que distingeix clarament aquest grup dels altres mamífers és l'articulació entre l'astràgal, l'escafoide del tars i el cuboide, que restringeix molt la mobilitat del peu. La cuixa és relativament curta i la clavícula està absent.

### Dents

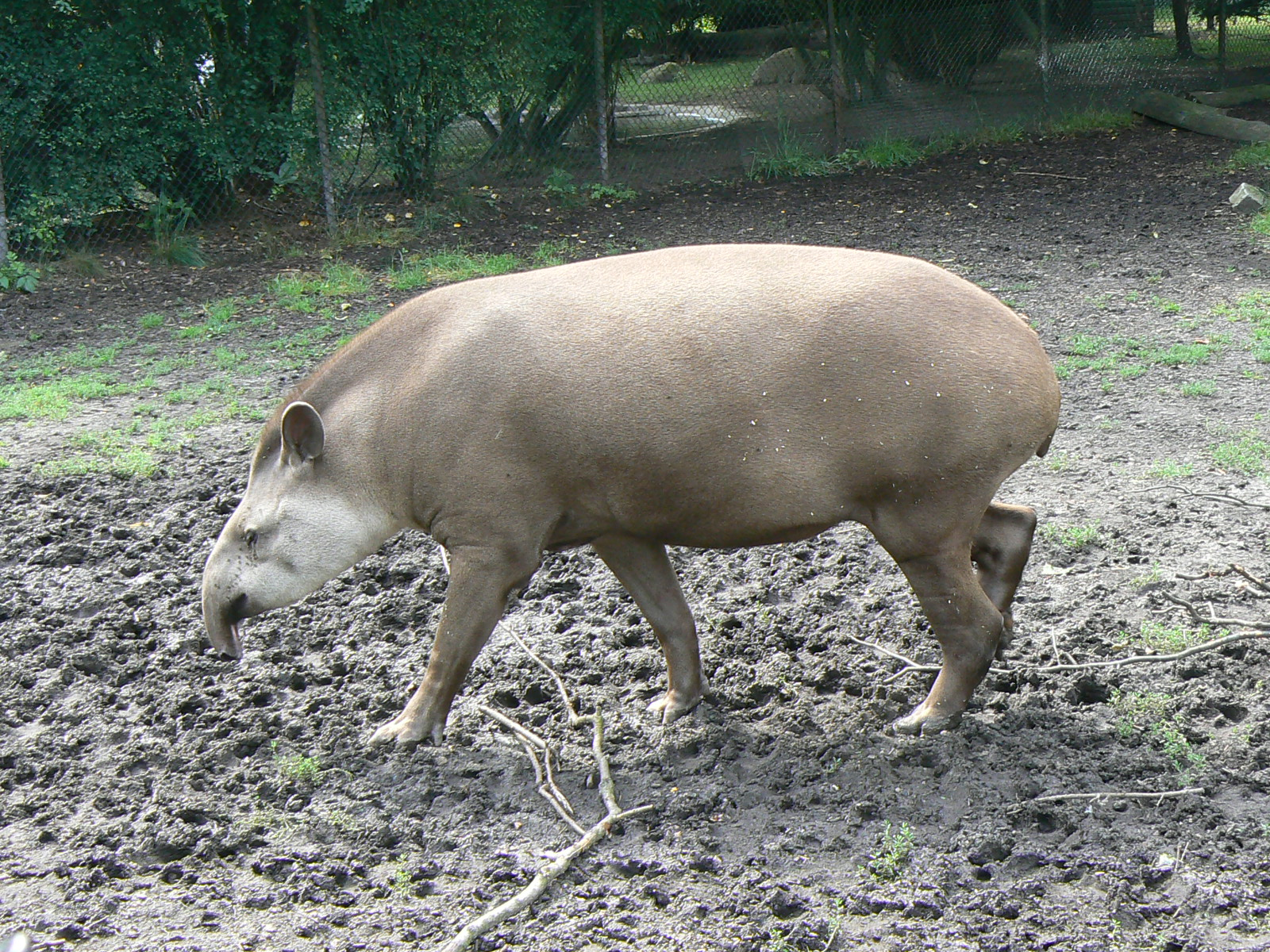
Els tapirs són l'únic grup de perissodàctils que existeix amb un tronc.

Els artiodàctils tenen una mandíbula superior llarga amb un diastema estès entre les dents davanteres i les de les galtes, cosa que els dona un cap allargat. Les diverses formes de musell entre famílies es deuen a diferències en la forma del premaxil·lar. L'os lacrimal té cúspides projectades a les orbites dels ulls i un ampli contacte amb l'os nasal. L'articulació temporomandibular és alta i la mandíbula està engrandida.
Els rinoceronts tenen una o dues banyes fetes de queratina aglutinada, a diferència de les banyes dels artiodàctils, que tenen un nucli ossi.
El nombre i la forma de les dents varien segons la dieta. Les incisives i canines poden ser molt petits o completament absents, com en les dues espècies africanes de rinoceront. En els cavalls, normalment només els mascles posseeixen canines. La forma de la superfície i l'alçada dels queixals depèn en gran manera de si les fulles toves o l'herba dura constitueixen el component principal de les seves dietes. Hi ha tres o quatre dents de galta a cada meitat de la mandíbula, de manera que la fórmula dental dels artiodàctils és:
{\displaystyle {\tfrac {0-3.0-1.2-4.3}{1-3.1.2-4.3}}\times 2=30-44}

## Distribució
La majoria de les espècies de perissodàctils existents ocupen una petita fracció de la seva distribució original. Els membres d'aquest grup ara només es troben a Amèrica Central i del Sud, Àfrica oriental i meridional, i Àsia central, meridional i sud-est. Durant el moment àlgid de l'existència d'artiodàctils, des de l'Eocè fins a l'Oligocè, els perissodàctils es van distribuir per gran part del globus, les principals excepcions eren Austràlia i l'Antàrtida. Els cavalls i els tapirs van arribar a Sud-amèrica després de la formació de l'istme de Panamà fa uns 3 milions d'anys al Pliocè. Els seus homòlegs nord-americans es van extingir fa uns 10.000 anys, deixant només el tapir de Baird amb un abast que s'estén al que ara és el sud de Mèxic. Els tarpans van ser empesos a l'extinció a l'Europa del segle xix. La caça i la destrucció de l'hàbitat han reduït les espècies de perisodàctil supervivents a poblacions fragmentades. En canvi, els cavalls i els rucs domesticats han guanyat una distribució mundial, i ara també es troben animals salvatges d'ambdues espècies a regions fora de la seva distribució original, com ara Austràlia.

## Reproducció i desenvolupament

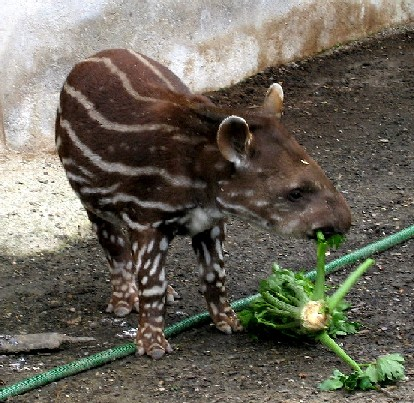
Un jove tapir amazònic

Els artiodàctils es caracteritzen per un període de gestació llarg i una mida de camada petita, generalment pareixen una sola cria. El període de gestació és de 330 a 500 dies, sent més llarg en els rinoceronts. Els perisodàctils nounats són precocials, el que significa que la descendència ja neix força independent: per exemple, els cavalls joves poden començar a seguir la mare després d'unes hores. Els joves són alletats durant un temps relativament llarg, sovint en el seu segon any, amb el rinoceront que assoleix la maduresa sexual al voltant dels vuit o deu anys, però els cavalls i els tapirs maduren entre els dos i els quatre anys. Els perissodàctils són de llarga vida, amb diverses espècies, com els rinoceronts, que arriben a una edat de gairebé 50 anys en captivitat.

## Taxonomia
- ORDRE PERISSODACTYLA
  - Subordre Hippomorpha
    - Família Equidae: cavalls i afins; 9 espècies en un gènere
      - Cavall de Przewalski, Equus przewalskii
      - Cavall, Equus caballus
      - Cavall salvatge, Equus ferus
      - Ase o ruc, Equus asinus
      - Hemió, Equus hemionus
      - Kiang, Equus kiang
      - Zebra de les planícies, Equus quagga
      - Zebra de muntanya del Cap, Equus zebra
      - Zebra de muntanya de Hartmann, Equus hartmannae
      - Zebra de Grévy, Equus grevyi

    - Família Brontotheriidae †

  - Subordre Ceratomorpha
    - Família Tapiridae: tapirs, 4 espècies en un gènere
      - Tapir de Brasil o tapir amazònic, Tapirus terrestris
      - Tapir de muntanya, Tapirus pinchaque
      - Tapir de Baird, Tapirus bairdii
      - Tapir de Malàisia o tapir asiàtic, Tapirus indicus

    - Família Rhinocerotidae: rinoceronts, 5 espècies en quatre gèneres
      - Rinoceront negre, Diceros bicornis
      - Rinoceront blanc, Ceratotherium simum
      - Rinoceront de l'Índia, Rhinoceros unicornis
      - Rinoceront de Java, Rhinoceros sondaicus
      - Rinoceront de Sumatra, Dicerorhinus sumatrensis

  - Subordre Ancylopoda †
    - Família Chalicotheriidae †
    - Família Eomoropidae †
    - Família Isectolophidae †
    - Família Lophiodontidae †

## Història evolutiva

### Orígens
El desenvolupament evolutiu dels perissodàctils està ben documentat al registre fòssil. Nombroses troballes són proves de la radiació adaptativa d'aquest grup, que havia estat molt més variat i àmpliament dispers. Radinskya de finals del Paleocè de l'Àsia oriental sovint es considera un dels parents propers més antics dels ungulats. El seu crani de 8 cm devia pertànyer a un animal molt petit i primitiu amb un dibuix de corona en forma de π a l'esmalt dels molars posteriors semblant al dels perissodàctils i els seus parents, especialment els rinoceronts. Les troballes de Cambaytherium i Kalitherium a l'esquist de Cambay a l'oest de l'Índia indiquen un origen a Àsia que data de l'Eocè inferior fa aproximadament 54,5 milions d'anys. Les seves dents també mostren similituds amb Radinskya així com amb el clade Tethytheria. La configuració en forma de cadira de les articulacions naviculars i la construcció mesaxònica dels peus davanters i posteriors els distingeix de la de Cambaytherium, la qual cosa indica que en realitat és membre d'un grup germà. Els avantpassats de Perissodactyla poden haver arribat a través d'un pont d'illa des de la massa continental afroàrab al subcontinent indi mentre derivava cap al nord cap a Àsia. Un estudi sobre Cambaytherium suggereix un origen a l'Índia anterior o proper a la seva col·lisió amb Àsia.
L'alineació dels hiopsodòntids i fenacodòntids amb Perissodactyla en general suggereix un origen i una distribució laurasià més antics per al clade, dispersos pels continents del nord ja a principis del Paleocè. Aquestes formes ja mostren una morfologia molar força ben desenvolupada, sense formes intermèdies com s'evidencia en el curs del seu desenvolupament. L'estreta relació entre els mamífers meridiungulats i els perissoodàctils en particular és d'interès des que aquests últims van aparèixer a Amèrica del Sud poc després de l'esdeveniment K–T, que implica una ràpida radiació ecològica i dispersió després de l'extinció massiva.

### Filogènia

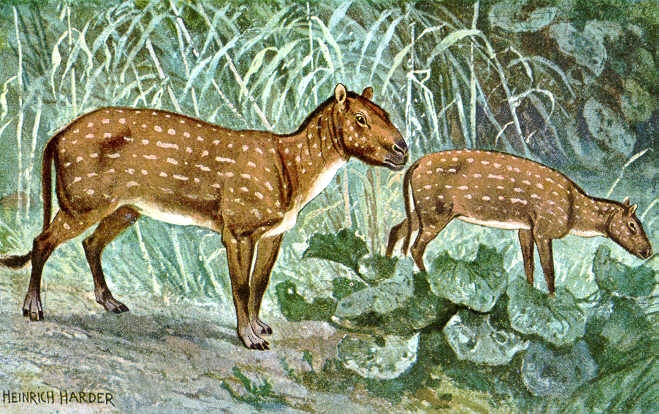
Eohips, un parent primerenc del cavall, és un dels perissodàctils més antics coneguts

El Perissodactyla va aparèixer de manera relativament brusca al començament del Paleocè inferior fa uns 63 milions d'anys, tant a Amèrica del Nord com a Àsia, en forma de fenacodòntids i hiopsodòntids. Les troballes més antigues d'un grup existent s'originen entre altres fonts, dels Sifrhippus, un avantpassat dels cavalls de la formació de Willswood al nord-oest de Wyoming. Els avantpassats llunyans dels tapirs van aparèixer no gaire més tard a la formació Ghazij a Balutxistan, com ara Ganderalophus, així com Litolophus de la línia calicotèrerida, o Eotitanops del grup de brontotèrids. Inicialment, els membres dels diferents llinatges semblaven força semblants, amb l'esquena arquejada i generalment quatre dits als peus del davant i tres als peus del darrere. Els Eohips, que es considera un membre de la família dels cavalls, exteriorment s'assemblava a Hyrachyus, el primer representant de la línia de rinoceront i tapir. Tots eren petits en comparació amb les formes posteriors i vivien com a menjadors de fruites i fullatge als boscos. Els primers de la megafauna que van sorgir van ser els brontotèrids, a l'Eocè mitjà i superior. Megacerops, conegut a Amèrica del Nord, va assolir una alçada a la creu de 2,5 m i podria haver pesat una mica més de convert 3 MT. El declivi de brontotèrids al final de l'Eocè s'associa amb la competència derivada de l'arribada d'herbívors amb més èxit.
Línies més reeixides d'artiodàctils van sorgir al final de l'Eocè quan les denses selves van donar pas a l'estepa, com els rinoceronts calicotèrids, i els seus parents immediats; el seu desenvolupament també va començar amb formes molt petites. El paracerateri, el mamífer més gros que hagi caminat mai per la terra, va evolucionar durant aquesta època. Pesaven fins a 20 MT i van viure durant tot l'Oligocè a Euràsia. Fa uns 20 milions d'anys, a l'inici del Miocè, els perisodàctils van arribar per primera vegada a Àfrica quan es va connectar amb Euràsia a causa del tancament de l'oceà Tetis. Per la mateixa raó, però, nous animals com els mamuts també van entrar a les antigues zones d'assentament d'artiodàctils, creant una competència que va provocar l'extinció d'algunes de les seves línies. L'augment dels remugants, que ocupaven nínxols ecològics similars i tenien un sistema digestiu molt més eficient, també s'associa amb la disminució de la diversitat d'artiodàctils. Una causa important de la disminució dels perissodàctils va ser el canvi climàtic durant el Miocè, que va provocar un clima més fresc i sec acompanyat de la propagació de paisatges oberts. Tanmateix, algunes línies van florir, com els cavalls i els rinoceronts; les adaptacions anatòmiques els van fer possible consumir aliments d'herba més durs. Això va provocar formes de terra obertes que dominaven els paisatges de nova creació. Amb l'aparició de l'istme de Panamà al Pliocè, els perissodàctils i altra megafauna van tenir accés a un dels seus últims continents habitables: l'Amèrica del Sud. Tanmateix, molts perissodàctils es van extingir al final de les edats glacials, inclosos els cavalls americans i l'elasmoteri. Segueix sent incert si la causa de l'extinció de la megafauna de l'edat glacial va ser l'excés de caça per part dels humans (hipòtesi d'excés), el canvi climàtic o una combinació d'ambdós factors.

## Historial de la investigació
El 1758, a la seva obra fonamental Systema Naturae, Carl von Linné (1707-1778) va classificar els cavalls (Equus) juntament amb els hipopòtams (Hippopòtamus). En aquella època, aquesta categoria també incloïa els tapirs (Tapirus), més precisament el tapir de Brasil o tapir amazònic (Tapirus terrestus), l'únic tapir que es coneixia aleshores a Europa. Linné va classificar aquest tapir com Hippopotamus terrestris i va posar els dos gèneres al grup de les Belluae ("bèsties"). Va combinar els rinoceronts amb els glirs, un grup que ara consta dels lagomorfs i els rosegadors. Mathurin Jacques Brisson (1723-1806) va separar per primera vegada els tapirs i els hipopòtams el 1762 amb la introducció del concepte le tapir. També va separar els rinoceronts dels rosegadors, però no va combinar les tres famílies que ara es coneixen com a ungulats. En la transició al segle xix, els gèneres perissodàctils individuals es van associar amb diversos altres grups, com els proboscidis i els artiodàctils. El 1795, Étienne Geoffroy Saint-Hilaire (1772-1844) i Georges Cuvier (1769-1832) van introduir el terme "paquiderm" (Pachydermata), incloent-hi no només els rinoceronts i els elefants, sinó també els hipopòtams, els porcs, els pecaris, els tapirs i els damans. Els cavalls encara es consideraven generalment com un grup separat d'altres mamífers i sovint es classificaven amb el nom de Solidungula o Solipèdes, que significa "animal d'una peülla".

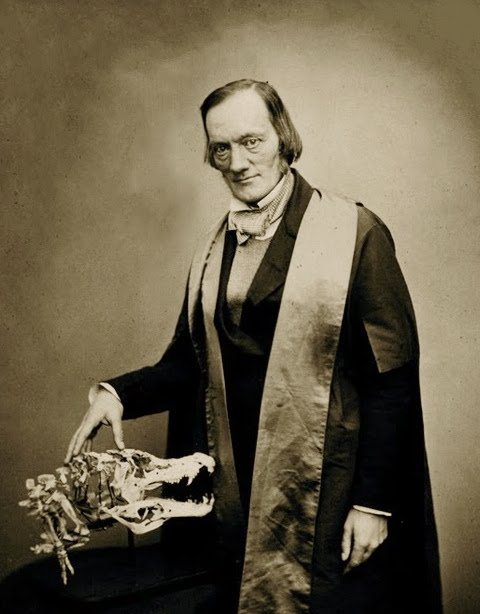
Richard Owen, 1856

El 1861, Henri Marie Ducrotay de Blainville (1777-1850) va classificar els ungulats segons l'estructura dels seus peus, diferenciant els que tenien un nombre parell de dits dels peus dels que en tenien un nombre senar. Va traslladar els cavalls com a "solidungulats" en front dels tapirs i els rinoceronts com a animals "multungulats" i es va referir a tots ells junts com a "onguligrades à doigts impairs", apropant-se al concepte del dit ungulat imparell com a unitat sistemàtica. Richard Owen (1804-1892) va citar Blainville en el seu estudi sobre mamífers fòssils de l'Illa de Wight i va introduir el nom Perissodactyla.
L'any 1884, Othniel Charles Marsh (1831-1899) va idear el concepte Mesaxonia, que va utilitzar per als que avui s'anomenen els artiodàctils, inclosos els seus parents extints, però excloent explícitament els damans. Mesaxonia ara es considera un sinònim de Perissodactyla, però de vegades també s'utilitzava per als veritables ungulats de dits imparells com a subcategoria (rinoceronts, cavalls, tapirs), mentre que Perissodactyla significava el tot l'ordre, incloent els damans. La suposició que els damans eren Perissodactyla es va mantenir fins ben entrat el segle xx. Només amb l'arribada dels mètodes d'investigació genètica molecular s'havia reconegut que l'hyrax no estava estretament relacionat amb els perissodàctils sinó més amb elefants i manatís.

## Interacció amb els humans

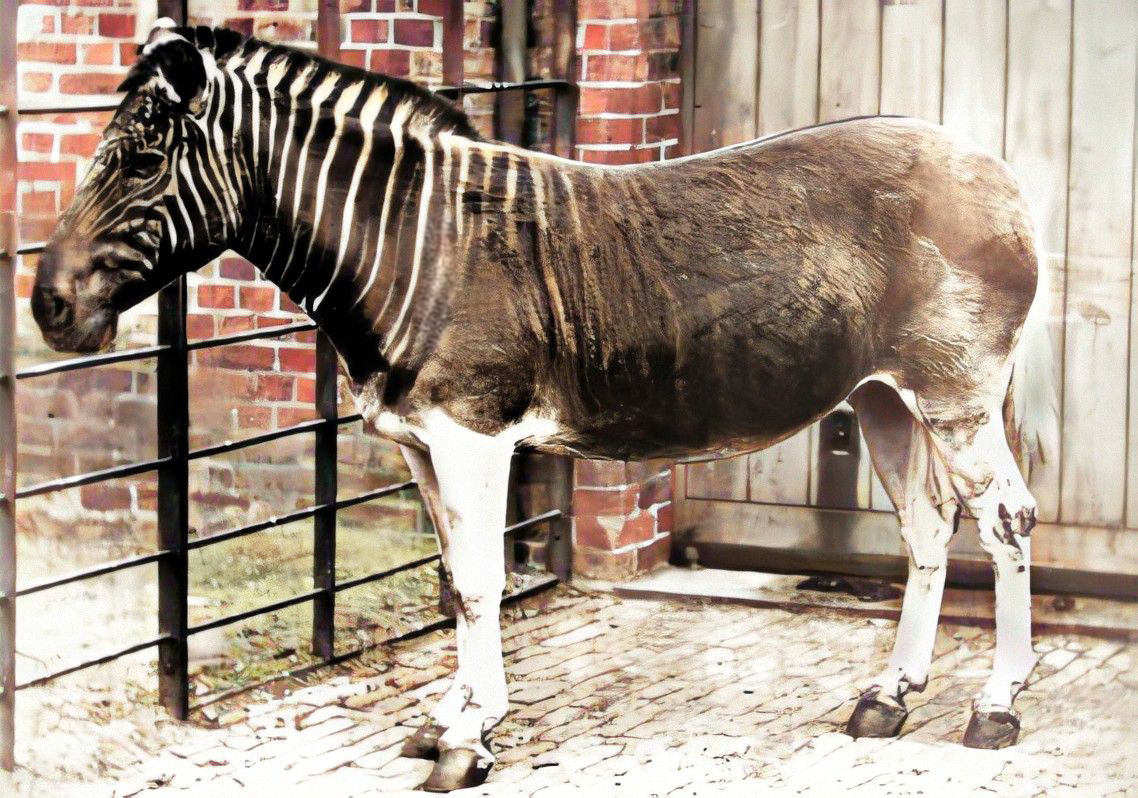
El quagga s'havia extingit a finals del.

El cavall domèstic i l'ase tenen un paper important en la història de la humanitat, especialment com a animals de transport, de treball i de càrrega. La domesticació d'ambdues espècies va començar diversos mil·lennis aC. A causa de la motorització de l'agricultura i l'expansió del trànsit d'automòbils, aquest ús ha disminuït molt als països industrials occidentals; l'equitació se sol fer més com un hobby o esport. A les regions menys desenvolupades del món, els usos tradicionals d'aquests animals, però, encara estan molt estesos. En menor mesura, els cavalls i els rucs també es mantenen per la seva carn i la seva llet.
En canvi, l'existència a la natura de gairebé totes les altres espècies d'artiodàctils ha disminuït dràsticament a causa de la caça i la destrucció de l'hàbitat. El quagga s'ha extingit i el cavall de Przewalski va ser una vegada erradicada en estat salvatge.
Nivells d'amenaça actuals, segons la Unió Internacional per a la Conservació de la Natura (2012):
- Quatre espècies es consideren en perill crític d'extinció: el rinoceront de Java, el rinoceront de Sumatra, el rinoceront negre i l'ase salvatge africà.
- Sis espècies són en perill: el tapir de muntanya, el tapir centreamericà, el tapir asiàtic, el cavall salvatge i la zebra de Grévy.
- Tres espècies es consideren vulnerables: el rinoceront de l'Índia, el tapir amazònic i la zebra de muntanya.
- L'hemió, la zebra comuna i el rinoceront blanc són gairebé amenaçades; tanmateix, la subespècie del nord, Ceratotherium simum cottoni (rinoceront blanc del nord) està a prop de l'extinció.
- El kiang no es considera en risc (risc mínim).